# Saint-Julien-en-Genevois
Saint-Julien-en-Genevois település Franciaországban, Haute-Savoie megyében. Lakosainak száma 15 925 fő (2022. január 1.). Saint-Julien-en-Genevois Viry, Feigères, Neydens, Archamps, Bardonnex, Perly-Certoux és Soral községekkel határos.

## Népesség
A település népessége az elmúlt években az alábbi módon változott:
| Lakosok száma | 12 561 | 14 085 | 14 294 | 14 258 | 15 509 | 15 873 | 15 739 | 15 840 | 15 925 |
|               | 2013   | 2015   | 2016   | 2017   | 2018   | 2019   | 2020   | 2021   | 2022   |